# Марс (бог)
Вижте пояснителната страница за други значения на Марс.
Марс (на латински: Mārs, Martis) е римският бог на войната и вторият по важност след Юпитер в Древен Рим в качеството му на бог-закрилник на града. Син е на Юпитер и Юнона, съпруг на Белона, любовник на Венера и баща на Ромул и Рем, основателите на Рим (от весталката Рея Силвия).
Фестивалите в чест на Марс се провеждали през месеците март (кръстен на него) и октомври.
Първоначално е бог на плодородието, реколтата, добитъка и границите, както и закрилник на добитъка, полетата, границите и фермерите. По време на разширението на Римската империя се свързва с битките и се превръща в равностоен на бог Арес от древногръцката митология.

- Статуя на Марс на форума на Нерва (Капитолийски музеи, Рим)
- Марс – картина на Диего Веласкес